# 青木優
青木 優（あおき ゆう、生没年不詳）は、日本の脚本家である。大正末年から昭和初年にかけてのたった3年間のサイレント映画にクレジットされ、15本の脚本と1本の原作を残すのみだが、「マキノ東京派」の重要な脚本家である。

## 来歴・人物
生年生地、前歴不詳。
1923年（大正12年）の関東大震災後に開所となった、京都の松竹下加茂撮影所の脚本部、あるいは助監督部に所属していたと思われる。映画史上では、1925年（大正14年）、同撮影所のヴェテラン・野村芳亭監督の『海賊髑髏船』の脚本家、当時22歳の若手・清水宏の『激流の叫び』の原作者として、忽然と現れる。
同年6月、牧野省三が東亜キネマから分離・独立して「マキノ・プロダクション」を設立、新たに「御室撮影所」を開所したが、青木は、それと同時に移籍している。層の厚い松竹よりも、独立系のほうがチャンスがあるのは確かである。さっそく牧野総監督、沼田紅緑監督による『弁天小僧』、「春秋座」の役者の出演、同監督による『切られ与三郎』の脚本を任され、両作はそれぞれ、10月23日、12月11日に公開された。
ひきつづき同年末、青木は同社で、『噫飯束巡査部長』と『クロスワード』という2本の現代劇の脚本を書いている。そのどちらも、マキノ設立に呼応して東京に設立された「タカマツ・アズマプロダクション」、その総帥・高松豊次郎の三男である弱冠20歳の高松操が監督し、前者は同年12月31日に、後者はその翌日、つまり翌1926年（大正15年）1月1日に2日連続して公開されている。どちらもマキノのお正月映画だが、前者は「マキノ・プロダクション御室撮影所」作品、後者は「マキノ・プロダクション東京撮影所」作品とクレジットされた。どちらもタカマツの「吾嬬撮影所」で平行して製作されたものである。そのわずか2週後の1月14日には、青木が書いた脚本で、牧野省三（「マキノ省三」名義）、富沢進郎、橋本佐一呂が共同監督した「弥次喜多」ものである『山賊』が、直木三十五の「連合映画芸術家協会」作品として、二川文太郎監督のマキノ御室作品『延宝奇聞 美丈夫 前篇』と2本立てで公開されている。
こうして年末の2か月にも満たない間に都合4本もの脚本を書いた青木は、「マキノ東京派」の拠点であったタカマツの「吾嬬撮影所」に残留し、1926年から1927年（昭和2年）にかけて、高松操、横田豊秋、友成用三、荒川清といった監督たちに合計7本脚本を書いたが、タカマツ・アズマプロダクションは青木脚本・高松監督の『愛染手網 前後篇』を最後に同年活動を停止した。
1928年（昭和3年）早々に、青木は2本のオリジナル脚本を書いた。その2本は、日活太秦撮影所、等持院の東亜キネマ京都撮影所でそれぞれ映画化され、それぞれ日活系、東亜系の各劇場で、3月7日、3月15日と2週連続で公開された。この2作を最後に、青木は脚本家としてクレジットされることはなかった。
1929年（昭和4年）3月、東亜キネマの親会社八千代生命出身の小笹正人東亜キネマ京都撮影所長が東亜を退社、同年7月25日には牧野省三が亡くなっている。牧野没後の「マキノ・プロダクション御室撮影所」の所長には小笹が就任、牧野の長男で監督のマキノ正博が撮影部長、次男のマキノ満男が総務部長、監督の橋本左一呂が整理主任、といった新体制のなかで、青木は「編成主任」に名をつらねている。
翌1930年（昭和5年）12月にマキノ・プロダクションは倒産するが、以降の青木の消息はわからない。5年後の1935年（昭和10年）11月にマキノ正博が設立した「マキノ・トーキー」が発表した同社の陣容には、青木の名はみつけられない。そのキャリアから、どんなに若く見積もっても明治末年生まれであり、現在も存命中であるならば、100歳を超える年齢となっている。

## フィルモグラフィ

### 1925年・京都
松竹下加茂撮影所
- 海賊髑髏船　脚本　監督野村芳亭、撮影吉田英男、主演志賀靖郎、柳さく子、河村黎吉、森野五郎
- 激流の叫び　原作　監督清水宏、脚本南条綾子、撮影酒井健三、主演粂西譲、奈古国子、国島荘一、児島三郎、田中絹代

マキノ・プロダクション御室撮影所
- 弁天小僧　脚本　総監督牧野省三、監督沼田紅緑、撮影大森伊八、主演沢村長十郎、松本松五郎、大谷友三郎、都賀清司、中村歌二郎、岡島艶子
- 切られ与三郎　脚本　監督沼田紅緑、原作岡鬼太郎、撮影宮崎安吉、助監督マキノ正唯、主演市川八百蔵、岡島艶子、沢村源十郎、松枝つる子、市川八百五郎、市川笑猿
- 噫飯束巡査部長　脚本　製作指揮山根幹人、監督高松操、撮影持田米彦・高城泰策、主演近藤伊与吉、松山浪子、藤川三之助、荒川清、早川信子、中川信水　※「御室作品」は名義のみ、実際は「東京作品」[1]

### 1926年・東京
マキノ・プロダクション東京撮影所（タカマツプロ）
- クロスワード　原作・脚本　監督高松操、撮影小谷三郎、主演藤川三之助、三島洋子、荒川清、林正夫、三宅三智子

連合映画芸術家協会
- 山賊　脚本　監督マキノ省三・富沢進郎・橋本佐一呂、原作・主演曽我廼家五九郎、撮影松田定次、出演曽我廼家一奴、名村春操、曽我廼家鬼王、曽我廼家重忠、曽我廼家蝶々、曽我廼家五光楽、中野信近、木村光子、花園百合子　※御室撮影所で撮影

タカマツ・アズマプロダクション
- 銅銭会事変　脚本　監督横田豊秋、原作国枝史郎、撮影小谷三郎、主演佐久間八郎、滝田静江、河原侃二、成松和一、福田満洲、荒川清、佐野三樹子、藤川三之祐、河野清子、大国一郎、吉頂寺光、土肥一成、安藤直吉、榊田敬二、西山普烈、山口健
- 涙の黎明　原作・脚本　監督友成用三、撮影小谷三郎、主演中川信水、藤川三之助、大国一郎、河原侃二、竜田静江、衣笠英子、守山勝太郎、河野清子
- 剣侠無明　原作・脚本　監督高松操、撮影持田米彦、主演草間実、河原侃二、衣笠英子、吉頂寺光、橘糸子、荒川清
- 月は朧天明大難剣　原作・脚本　監督高松操、撮影持田米彦、主演草間実、衣笠英子、河原侃二

### 1927年・東京
タカマツ・アズマプロダクション
- 辻切縦横組　脚本　監督荒川清、原作国井紫香、撮影小谷三郎、主演草間実、吉頂寺光、向山峰蔵、成松和一、織田伝、衣笠英子、大国一郎、土肥一成
- 観音堂の仇討　原作・脚本　監督高松操、撮影持田米彦、主演吉頂寺光、成松和一、若葉みどり、日夏ゆりえ、河原侃二、金森博志、丸山要
- 愛染手網 前後篇　脚本　監督高松操、原作今東光、撮影晴山喜平、主演草間実、荒川清、土肥一成、河原侃二、小浪初子、木村録三郎、福田満洲、向山峰蔵、井上千枝子、日夏ゆりえ、藤川三之祐

### 1928年・京都
日活太秦撮影所
- 黒面鬼　原作・脚本　監督中山呑海、撮影中原良三、主演松本泰輔、沢村春子、嵐珏松郎

東亜キネマ京都撮影所
- 剣難悲記　原作・脚本　監督長尾史録、撮影高島保、主演市川花紅、阪東太郎、原駒子、波多野秀夫、光岡竜三郎

## 関連事項
- 千本座 （牧野省三、野村芳亭）
- マキノ東京派 （マキノ・プロダクション、タカマツ・アズマプロダクション）

## 註
1. 1 2  『日本映画監督全集』（キネマ旬報社、1976年）の「吉村操」の項（p.453-454）を参照。同項執筆は岸松雄。
2. ↑  立命館大学衣笠キャンパスの「マキノ・プロジェクト」サイト内の「1929年 マキノ・プロダクション御室撮影所 所員録」の記述を参照。
3. ↑  マキノ雅裕『映画渡世 天の巻 - マキノ雅弘自伝』（平凡社、1977年 / 新装版、2002年 ISBN 4582282016）の記述を参照。